# Alicia McCormack

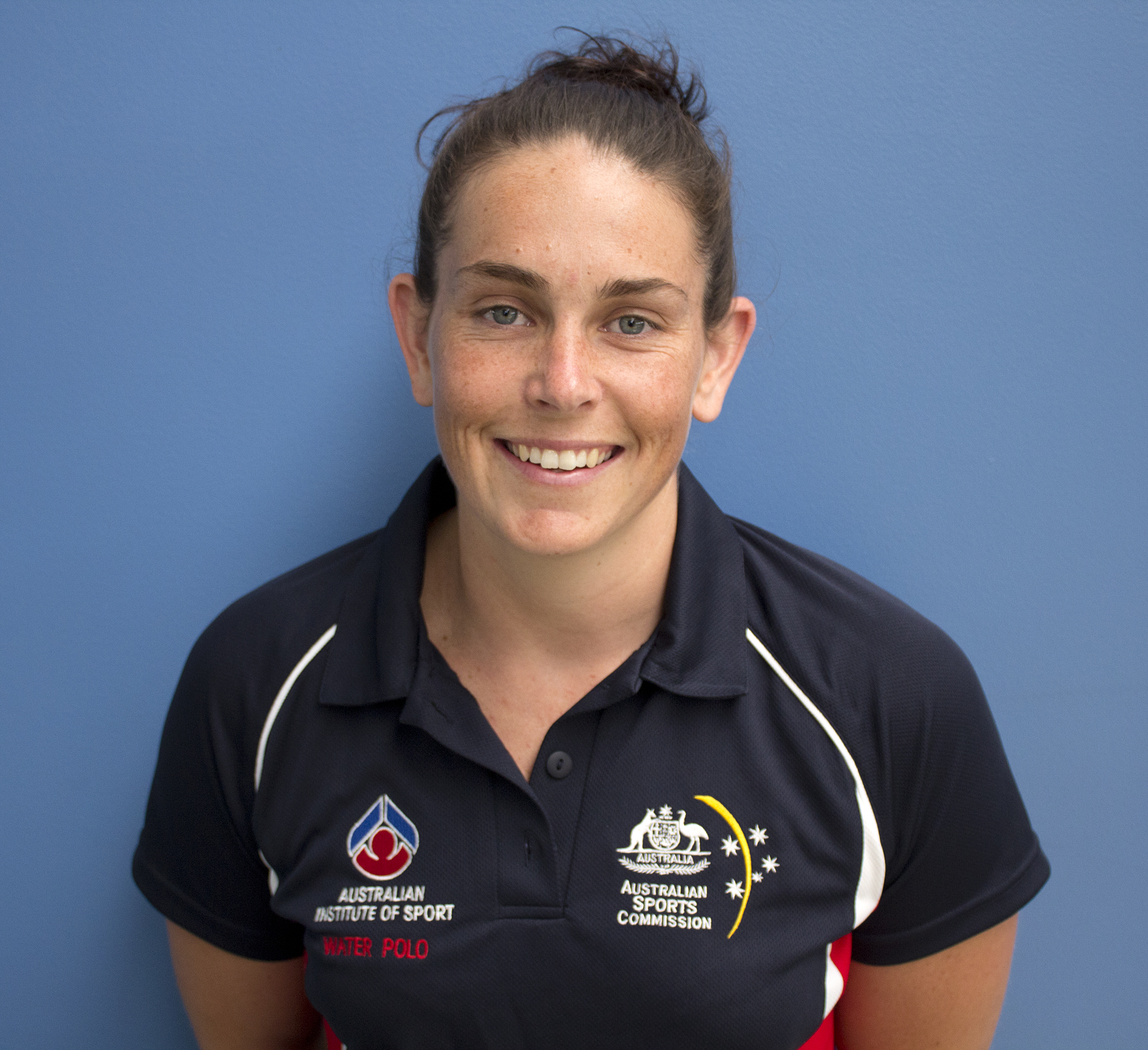
Alicia McCormack.

Alicia McCormack (7 de junio de 1983 en Helensburgh, Nueva Gales del Sur) es una portero de waterpolo australiana. Su carrera como jugadora comenzó a la edad de catorce años con el equipo de waterpolo Kirrawee High School, y en la actualidad juega para el Cronulla Water Polo Club en la National Water Polo League y es miembro del equipo nacional de waterpolo femenino de Australia. A pesar de que no jugó el waterpolo en 2010 debido a una lesión, McCormack ha ganado medallas de oro en los Juegos de la Commonwealth 2006 y la Copa Mundial FINA 2006; una medalla de plata en el Campeonato Mundial FINA 2007; y medallas de bronce en los Juegos Olímpicos de 2008, FINA World League Finals Super 2005, la Liga Mundial FINA Súper Final FINA 2008 y la Liga Mundial Súper Final 2009. Ella es una de las diecisiete jugadoras que compiten por trece puntos para representar a Australia en waterpolo en los Juegos Olímpicos de 2012. Actualmente trabaja en el Instituto de Deporte de Nueva Gales del Sur, McCormack tiene una licenciatura en Educación Primaria.

## Vida personal
McCormack nació el 7 de junio de 1983 en Helensburgh, Nueva Gales del Sur. Ella es de 168 cm (5 pies 6 pulgadas) de altura, pesa 73 kilogramos (161 libras), es diestra y tiene un tatuaje con los anillos olímpicos.